# Consumer Financial Protection Bureau
Das Consumer Financial Protection Bureau (CFPB) ist eine unabhängig arbeitende Bundesbehörde der Vereinigten Staaten. Sie wurde im Nachgang der Weltfinanzkrise 2007–2008 durch den Dodd-Frank Wall Street Reform and Consumer Protection Act von 2010 (auch Dodd-Frank Act genannt) gegründet. Aufgabe des CFPB ist es, sich für den Schutz der Verbraucher vor räuberischen Praktiken einzusetzen und zu diesem Zweck die Praktiken von Unternehmen, Banken und Kreditgebern in der Finanzdienstleistungsbranche zu überprüfen. Stand 2024 zählte die Behörde 1758 Mitarbeiter.

## Entstehung

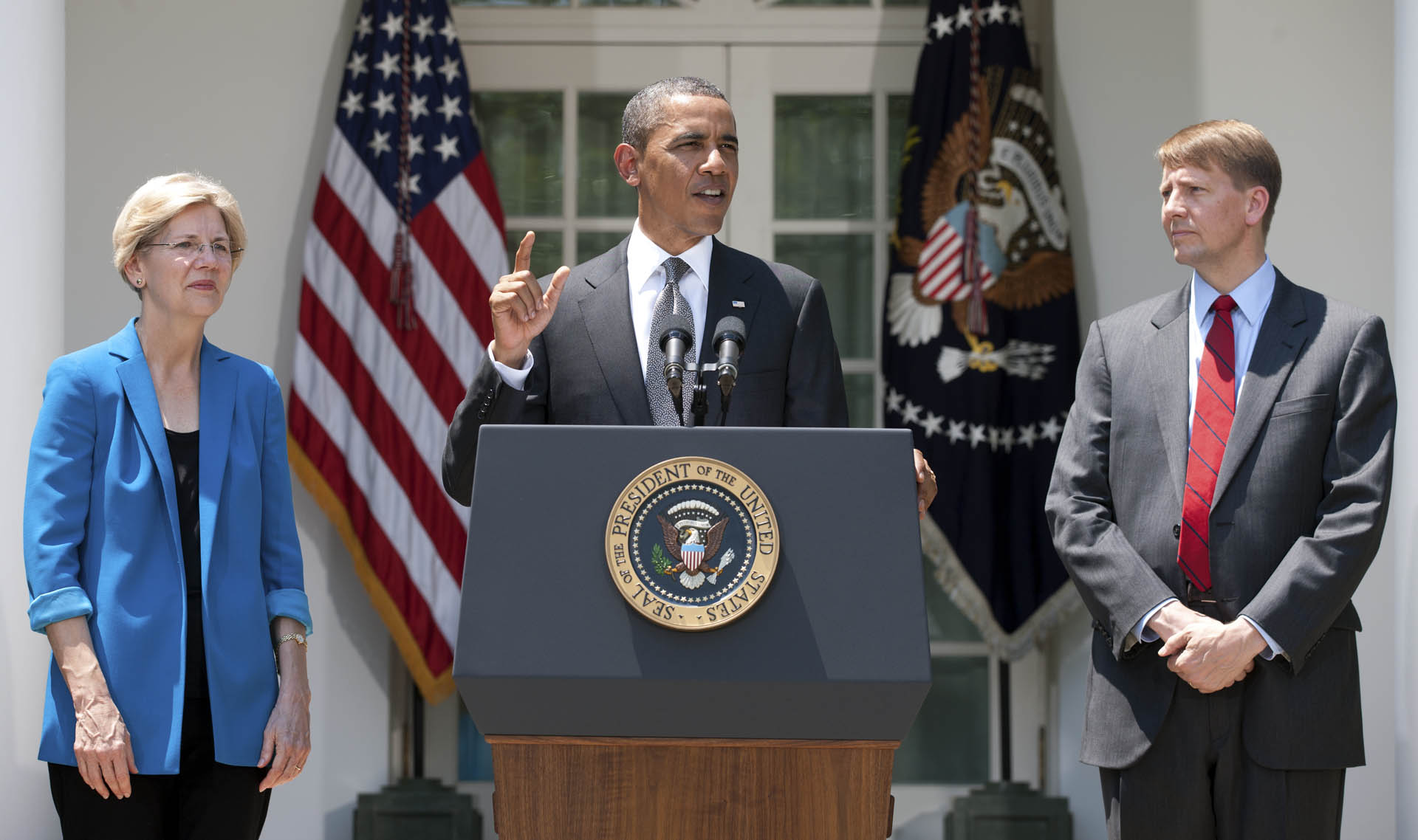
18. Juli 2011: Präsident Barack Obama (Mitte) nominiert Richard Cordray (rechts) als Direktor des CFPB (links im Bild: Elizabeth Warren).

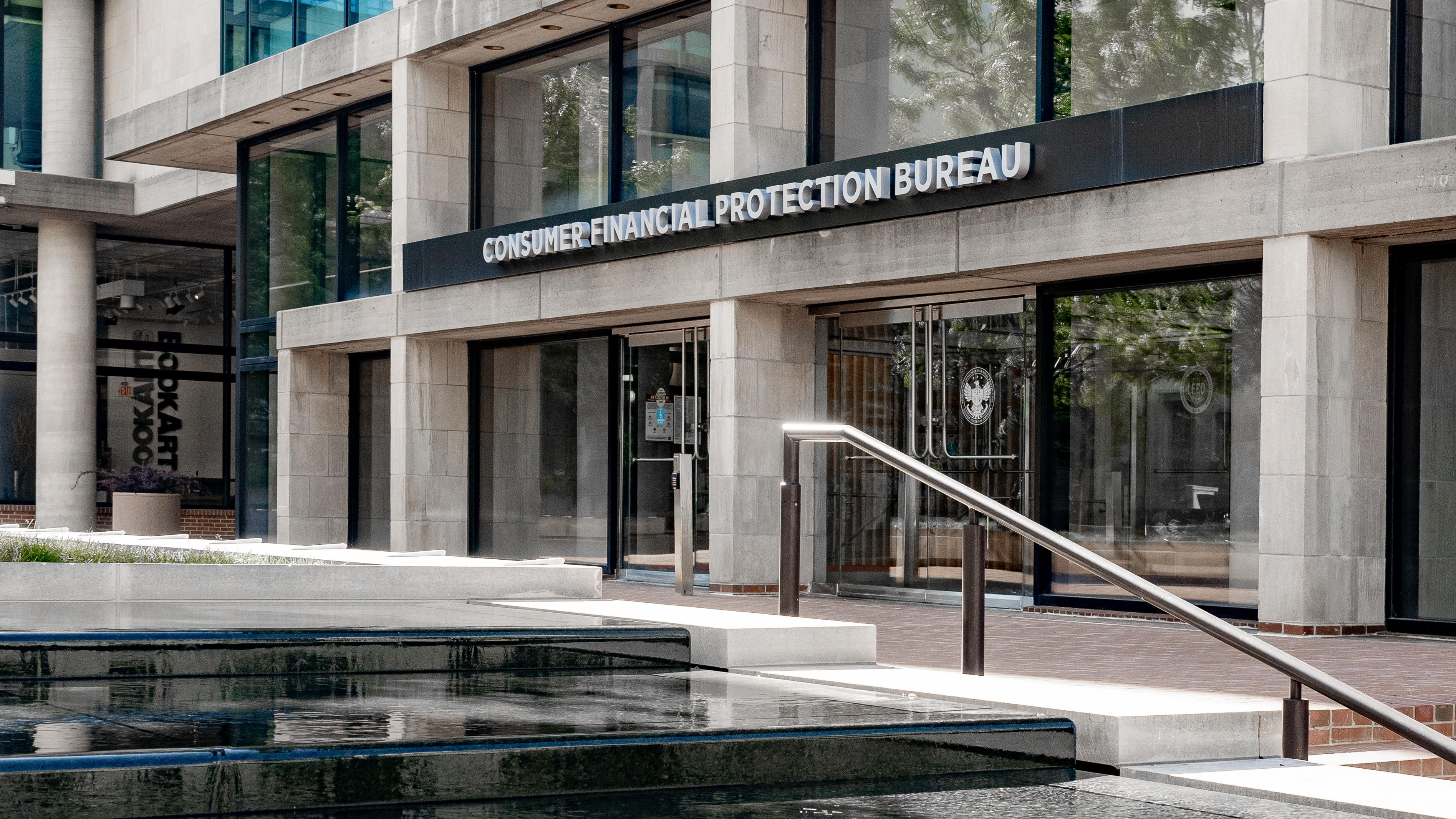
Eingang zum Hauptsitz des CFPB in Washington, D.C. (2024)

Das CFPB wurde erstmals 2007 von der Juraprofessorin und späteren Senatorin Elizabeth Warren im Zuge der Weltfinanzkrise 2007–2008 vorgeschlagen. Im Juli 2010 unterzeichnete Präsident Barack Obama den Dodd-Frank Wall Street Reform and Consumer Protection Act (kurz Dodd-Frank Act), der stärkeren finanziellen Verbraucherschutz und die Gründung der CFPB vorsah. Am 17. September 2010 ernannte Präsident Obama Warren zum Assistant to the President and Special Advisor to the Secretary of the Treasury on the Consumer Financial Protection Bureau. Als ersten Direktor der neu geschaffenen Verbraucherschutzbehörde schlug er Richard Cordray vor. Es sollte jedoch durch Filibuster der Republikanischen Partei etwa zwei Jahre dauern, bis der Senat am 16. Juli 2013 schließlich nach Androhung einer Änderung der Filibuster-Regeln Cordray als Direktor der CFPB mit 66 zu 34 Stimmen bestätigte.

## Aktivitäten
Im April 2012 veröffentlichte das CFPB ein Online-Tool mit dem Nutzer Kosten für den Besuch verschiedener Colleges und Universitäten vergleichen können. Im März 2016 ergriff das CFPB erstmals Maßnahmen gegen ein Unternehmen. Dieses hatte laut dem CFPB seine Verbraucher über Datenschutzpraktiken und die Sicherheit eines Online-Zahlungssystems getäuscht. Das CFPB ordnete daher eine Strafzahlung von 100.000 US-Dollar und die Verbesserung der Sicherheitspraktiken an. Im Jahr 2024 begrenzte die Behörde die Gebühren für verspätete Kreditkartenzahlungen auf 8 US-Dollar. Laut der CFPB betrugen die Gebühren zuvor typischerweise 32 US-Dollar und kosteten die Betroffenen zusammengenommen jährlich mehr als 14 Milliarden US-Dollar.
Stand Mai 2024 hatte das CFPB durch seine Aktivitäten nach eigenen Angaben seit seiner Gründung 19 Milliarden US-Dollar an Verbraucher zurückgezahlt.

## Jüngere Geschichte
Cordray trat im November 2017 als Direktor des CFPB zurück. Als neuen stellvertretenden Direktor ernannte Präsident Donald Trump Mick Mulvaney. Am 24. Mai 2018 unterzeichnete Trump den Economic Growth, Regulatory Relief, and Consumer Protection Act, der Teile des Dodd-Frank Acts einschränkte. Im Juni 2018 entließ Mulvaney alle Mitglieder des 25-köpfigen Beirats der Behörde, nachdem einige dieser seine Amtsführung wenige Tage zuvor kritisiert hatten.
Im Mai 2024 bestätigte der Oberste Gerichtshof in einem Urteil mit 7 zu 2 Stimmen die Verfassungsmäßigkeit der Finanzierung des CFPB, welche von Konservativen in Frage gestellt worden war.
Im November 2024 forderte Elon Musk, zu dem Zeitpunkt designierter Berater des gewählten Präsidenten Donald Trump, auf X das CFPB zu „löschen“. Am 7. Februar 2025 übernahm Russell Vought, ein Architekt des Project 2025, das Amt des stellvertretenden Direktors. Am Folgetag gab Vought bekannt, dass er die Federal Reserve informiert habe, dass das CFPB seine nächste Auszahlung an Bundesmitteln nicht erhalten werde. Als Begründung gab er an, dass dies „nicht ‚vernünftigerweise notwendig‘ sei, um die Aufgaben [der Behörde] zu erfüllen“. Am 9. Februar reichte die National Treasury Employees Union (NTEU) zwei Klagen gegen Vought ein. In einer Klage wurde gefordert, die Anweisungen von Vought zu blockieren und in der anderen Klage, dem Department of Government Efficiency (DOGE) den Zugriff auf die internen Kommunikationssysteme und Mitarbeiterinformationen des CFPB zu verweigern, den Vought ermöglicht habe. Nachdem Vought den Mitarbeitern der Behörde zudem mitteilte nicht zur Arbeit zu gehen, versammelten sich am 10. Februar Demonstranten vor dem CFPB.

## Liste der Direktoren
Status
| Nr. | Portrait         | Name             | Wohnsitz             | Amtsantritt        | Amtsende          | Amtszeit                               | Präsident     | Präsident    | Belege        |
| --- | ---------------- | ---------------- | -------------------- | ------------------ | ----------------- | -------------------------------------- | ------------- | ------------ | ------------- |
| –   | Elizabeth Warren | Elizabeth Warren | Massachusetts        | 17. September 2010 | 1. August 2011    | 318 Tage                               |               | Barack Obama | [ 4 ] [ 27 ]  |
| –   | Raj Date         | Raj Date         | District of Columbia | 1. August 2011     | 4. Januar 2012    | 156 Tage                               | [ 28 ]        | Barack Obama |               |
| 1   | Richard Cordray  | Richard Cordray  | Ohio                 | 4. Januar 2012     | November 24, 2017 | 5 Jahre, 16 Tage                       |               | Barack Obama |               |
| 1   | Richard Cordray  | Richard Cordray  | Ohio                 | 4. Januar 2012     | November 24, 2017 | 308 Tage (insgesamt 5 Jahre, 324 Tage) |               | Donald Trump | [ 16 ] [ 17 ] |
| –   | Mick Mulvaney    | Mick Mulvaney    | South Carolina       | 25. November 2017  | 10. Dezember 2018 | 1 Jahr, 15 Tage                        | [ 17 ]        | Donald Trump |               |
| 2   | Mick Mulvaney    | Kathy Kraninger  | Ohio                 | 11. Dezember 2018  | 20. Januar 2021   | 2 Jahre, 40 Tage                       | [ 29 ] [ 30 ] | Donald Trump |               |
| –   |                  | David Uejio      | District of Columbia | 20. Januar 2021    | 12. Oktober 2021  | 265 Tage                               |               | Joe Biden    | [ 30 ]        |
| 3   | Rohit Chopra     | Rohit Chopra     | District of Columbia | 12. Oktober 2021   | 1. Februar 2025   | 3 Jahre, 100 Tage                      |               | Joe Biden    |               |
| 3   | Rohit Chopra     | Rohit Chopra     | District of Columbia | 12. Oktober 2021   | 1. Februar 2025   | 12 Tage (insgesamt 3 Jahre, 112 Tage)  |               | Donald Trump | [ 31 ]        |
| –   |                  | Scott Bessent    | South Carolina       | 1. Februar 2025    | 7. Februar 2025   | 6 Tage                                 | [ 31 ]        | Donald Trump |               |
| –   |                  | Russell Vought   | Virginia             | 7. Februar 2025    | Amtsinhaber       | TBD                                    | [ 24 ]        | Donald Trump |               |